# لطفي بن جدو
لطفي بن جدو (سبيطلة, 31 جويلية 1964) هو وزير الداخلية في حكومة علي العريض التونسية التي أعلن عن تشكيلها في 8 مارس 2013. ثم أعيد اختياره ليشغل نفس المنصب في حكومة مهدي جمعة.

## سيرته
ولد لطفي بن جدو في مدينة سبيطلة بولاية القصرين في 31 جويلة 1964. نال الإجازة في الحقوق والتحق بالمعهد الأعلى للقضاء وتخرج منه قاضيا وباشر العمل في المحكمة الابتدائية بالقصرين ثم تمت نقلته إلى المحكمة الابتدائية بالكاف أين شغل خطة حاكم تحقيق وبعدها عاد إلى القصرين وواصل العمل في نفس خطته. تمت ترقيته في سبتمبر 2011 ليصبح وكيلا للجمهورية بالمحكمة الابتدائية بالقصرين وهي خطته التي ما يزال يتولاها إلى حين رئاسته الهيئة الفرعية المستقلة للانتخابات بالقصرين في انتخابات 23 أكتوبر 2011.
سبق أن عرضت عليه عدة خطط وظيفية منها وزير للشؤون الاجتماعية في حكومة محمد الغنوشي الأولى ثم وال على كل من سيدي بوزيد والقصرين وتوزر، إلا انه اعتذر عنها وخيّر مواصلة العمل في سلك القضاء.
عُرِف بحزمه في تطبيق القانون وحياده وإستقلاليته، وأنه لعب دورا هاما خلال أيام الثورة وبعدها وذلك من خلال الأمر بإيقاف عديد الضباط المورطين في عمليات قتل شهداء ولاية القصرين.

## وزير الداخلية
تسلم بن جدو مهامه خلال ظرف أمني يتسم بالصعوبة بعد سنتين من الثورة التونسية. حيث شهدت تونس عدة أحداث إرهابية مثل أحداث جبل الشعانبي واغتيال السياسيين شكري بلعيد في 6 فبراير 2013  ومحمد البراهمي في 25 جويلية 2013, بالإضافة إلي الاحتجاجات المتكررة والوضع الأمني الغير المستقر بشكل عام.

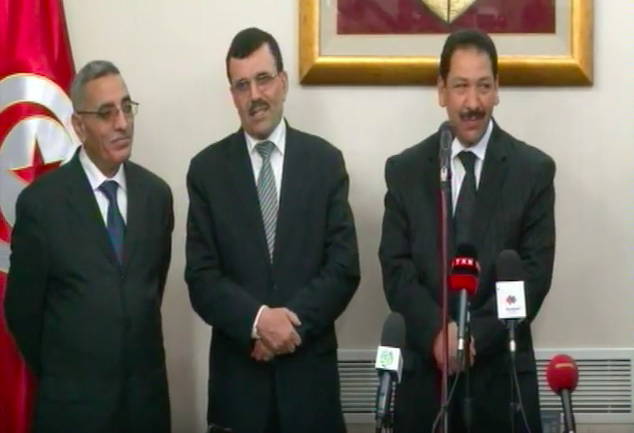
موكب تسليم السلطة بين وزير الداخلية التونسية المغادر علي العريض (وسط، أصبح رئيس حكومة) والوزير الجديد لطفي بن جدو (يمين).
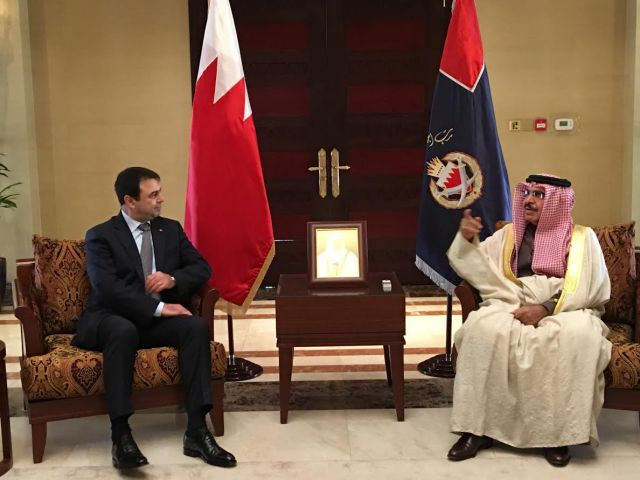
موكب تسليم السلطة.

## حياته الخاصة
لطفي بن جدو متزوج من فتحية الضيف وأب لبنتين.